# جاك كينيدي
جاك كينيدي (بالإنجليزية: Jack Kennedy)‏ (1 يناير 1906 المملكة المتحدة - ) هو لاعب كرة قدم بريطاني.